# River-klassen
River-klassen er en klasse af fire patruljefartøjer i Royal Navy og er alle navngivet efter britiske floder. Klassen erstattede de syv skibe af Island-klassen. Det sidste skib i klassen, det modificerede HMS Clyde (P257) erstattede det patruljefartøj der gjorde tjeneste på Falklandsøerne. Skibenes primære opgave er fiskeriinspektion.

## Design
De tre skibe, HMS Tyne (P281), indgået juli 2003, HMS Mersey (P283), indgået december 2003 og HMS Severn (P282), indgået juni 2003, er betydeligt større end de Island-klasse fartøjer de erstattede, derudover har et et stort åbent agterdæk der gør at man kan installere udstyr til en specifik opgave såsom brandbekæmpelse, nødhjælp og forureningsbekæmpelse. Til dette formål er der blevet installeret en 25 tons kran. Agterdækket kan desuden benyttes til at fragte forskellige lettere køretøjer eller et LCVP.

## Ejerskab
De tre første skibe er ikke direkte ejet af Royal Navy. De er derimod bygget af Vosper Thornycroft, som derefter leaser skibene til Royal Navy og er således ansvarlig for alt vedligeholdelse under leasingperioden. Ved periodens ophør kan flåden vælge at returnere skibene, forny leasingaftalen eller at købe dem.

## Modificeret River klasse
Det sidste fartøj i klassen er HMS Clyde (P257) som er bygget på orlogsværftet i Portsmouth og erstattede de to fartøjer af Castle-klassen ved Falklandsøerne. Skibet er lidt større end de oprindelige skibe og er desuden udrustet med en 30 mm maskinkanon.

## Skibe i klassen
| Pnt. | Navn   | Kølen lagt         | Søsat           | Indgået           | Navngivet af | Skæbne   | Kaldesignal |
| ---- | ------ | ------------------ | --------------- | ----------------- | ------------ | -------- | ----------- |
| P281 | Tyne   | 19. september 2001 | 27. april 2002  | 13. januar 2003   |              | Operativ | GAAD        |
| P282 | Severn |                    | 13. januar 2003 | 31. juli 2003     |              | Operativ | GBSK        |
| P283 | Mersey |                    | 14. Juni 2003   | 28. november 2003 |              | Operativ | GBSY        |
| P257 | Clyde  | 2005               | 14. juni 2006   | 30. januar 2007   |              | Operativ | GXRS        |